# Вайдлинг (община Клостернойбург)
Вайдлинг (Вейдлинг, нем. Weidling) — кадастровая община в городе Клостернойбург в Австрии, в земле Нижняя Австрия. Входит в состав политической общины Клостернойбург округа Тульн. Вайдлинг расположен на северном склоне Каленберга.
В Вайдлинге похоронен поэт Николаус Ленау.